# Lee Ju-myoung
Lee Ju-myoung (이주명?, 李柱明?, I Ju-myeongLR, I ChumyŏngMR; Busan, 1º dicembre 1993) è un'attrice sudcoreana.
Ha iniziato a lavorare nel settore dell'intrattenimento nel 2016 come modella per un'amica fotografa, apparendo così in un lookbook. Grazie a ciò ha ottenuto il suo primo ruolo da attrice nel video musicale di Don't Leave di Yang Da-il e successivamente in televisione: la sua prima fiction è stata Gungmin yeoreobun! nel 2019. Per la sua interpretazione in Kairos (2020) ha ricevuto una candidatura come miglior nuova attrice agli MBC Drama Award.

## Filmografia

### Cinema
- Pilot (파일럿?), regia di Kim Han-gyul (2024)

### Televisione
- Gungmin yeoreobun! (국민 여러분!?) – serie TV (2019)
- Hospital Playlist (슬기로운 의사생활?) – serie TV, episodio 1 (2020)
- Missing: Geudeur-i iss-eotda (미씽: 그들이 있었다?) – serie TV (2020)
- Kairos (카이로스?) – serie TV (2020)
- Ibenteu-reul hwag-inhaseyo (이벤트를 확인하세요?) – miniserie TV (2021)
- Venticinque e ventuno (스물다섯 스물하나?) – serie TV (2022)
- Family (패밀리?) – serie TV, episodio 7 (2023)
- Come i fiori sulla sabbia (모래에도 꽃이 핀다?) – serie TV (2023-2024)